# 리카르도 무티
리카르도 무티(Riccardo Muti, Cavaliere di Gran Croce OMRI, 1941년 7월 28일 ~ )는 이탈리아의 지휘자이다.
1941년 나폴리에서 태어나, 몰페타에서 어린 시절을 보냈다. 그의 아버지는 의사였고, 어머니는 가수였다. 나폴리 음악원(Conservatorio di Musica San Pietro a Majella)에서 빈센초 비탈레(Vincenzo Vitale)로부터 피아노 교육을 받았고 밀라노 음악원(Conservatorio Giuseppe Verdi)에서 작곡과 지휘를 공부했다. 1967년 귀도 칸텔리 콩쿠르에서 심사위원 만장일치로 우승한 무티는 이듬해 피렌체 5월 음악제(Maggio Musicale Fiorentino)의 수석지휘자 겸 음악감독이 되었다.
1972년부터 무티는 필하모니아 오케스트라의 지휘를 하기 시작했으며 2년 뒤에는 상임지휘자였던 오토 클렘페러의 후임으로 임명되었다. 1980년부터 12년간 필라델피아 오케스트라의 음악감독을, 1986년부터 2005년까지 라 스칼라 극장의 음악감독을 지냈다. 1971년 이후로 잘츠부르크 음악제에서도 정기적으로 지휘를 맡고 있다. 2010년 5월에 시카고 심포니 오케스트라 음악감독으로 취임한다.

## 상훈

### 서훈
- 1978년 이탈리아 공화국 공로 훈장 3등급(Commendatore OMRI)
- 1980년 이탈리아 공화국 공로 훈장 2등급(Grande Ufficiale OMRI)
- 1990년 이탈리아 공화국 공로 훈장 1등급(Cavaliere di Gran Croce OMRI)
- 2000년 영국 명예 대영 제국 훈장 2등급(honorary KBE, 외국인 대상 정원외)

### 수상
- 2000년 울프 예술상
- 2011년 비르기트 닐손상
- 2011년 아스투리아스 공상 예술 부문